# Aproximante palatal sorda
La aproximante palatal sorda es un fonema que rara vez está presente. El símbolo en el Alfabeto Fonético Internacional que representa este sonido es ⟨j̊⟩, es el símbolo /j/ solo con el diacrítico redondeado indicando que la consonante es una consonante sorda aunque también su símbolo no oficial es /ȼ/[cita requerida].
En muchos casos, la aproximante palatal puede considerarse el equivalente semivocálico de la variante [i̥] vocal cerrada anterior no redondeada [i̥].
Se encuentra como fonema en las lenguas jalapa mazateca y washo de México , así como en la lengua nórdica de Sami kildin.

## Características
- Su modo de articulación es aproximante, lo que significa que se produce por el acercamiento del tracto vocal al lugar de la articulación, pero no lo suficiente como para producir una corriente de aire turbulenta.
- Su punto de articulación es palatal, lo que significa que se articula colocando la parte media o posterior de la lengua contra el paladar rígido.

- Su fonación es sorda, lo que significa que se produce sin vibraciones de las cuerdas vocales.
- Es una consonante oral, lo que significa que se permite que escape el aire solamente a través de la boca.
- Es una consonante central, que significa que se produce por la dirección de la corriente de aire a lo largo del centro de la lengua, en lugar de a los lados.
- El mecanismo de flujo de aire es pulmonar, lo que significa que se articula empujando el aire únicamente con los pulmones y el diafragma, como en la mayoría de los sonidos.

## Ocurre en
| idioma              | Palabra  | AFI        | Significado     | Notas                                              |
| ------------------- | -------- | ---------- | --------------- | -------------------------------------------------- |
| Jalapa Mazateco     |          |            |                 | Contrasta con /ȼ/ sorda y j y con /ȷ̃/ glotalizado. |
| Gaélico escocés     | a-muigh  | [əˈmuȼ]    | AFuera          | Alofono de /j/ y /ʝ/.                              |
| Washo               | t'á:Yaŋi | [ˈťaːȼaŋi] | El está cazando | Contrasta con /ȼ/ sordo y j.                       |
| Koyukon (Denaakk'e) |          |            |                 | Contrasta con /ȼ/ sorda j.                         |